# Habitatge al carrer Sant Lluc, 27 (Ulldecona)
L'Habitatge al carrer Sant Lluc, 27 és un edifici d'Ulldecona (Montsià) inclòs a l'Inventari del Patrimoni Arquitectònic de Catalunya.

## Descripció
Es tracta d'un edifici cantoner amb façana principal al carrer Sant Lluc i la lateral al carrer Comanda. Estructuralment, consta de planta baixa, tres pisos i terrat. A la façana, s'inscriu a la planta baixa una porta allindada amb brancals de pedra i una finestra enreixada. En els dos pisos superiors hi ha dos balcons amb reixa de ferro i en el tercer balcons sense cap voladís. La façana està rematada per una barana balustrada amb pilons laterals i plafó decoratiu central on es representen dos angelets sostenen les lletres MC entrellaçades. L'arrebossat, llis en el primer nivell, s'ornamenta amb gravats vegetals geomètrics en les separacions de nivell, un home nu lluitant amb un cavall alat en el centre del primer pis i, en el segon pis la data 1919 emmarcada per uns ocells.